# 1922年の宝塚歌劇公演一覧
本項目では、1922年の宝塚歌劇公演一覧（1922ねんのたからづかかげきこうえんいちらん）について示す。

## 一覧
（）内は、作者または演出者名。

### 宝塚公演

#### 月組
- 1月1日 - 1月25日　公會堂劇場
  - 『まぐれ當り』（岸田辰彌）
  - 『サンタクロース』（中山富美緒）
  - 『吉備津の鳴釜』（久松一聲）
  - 『初夢』（春の屋主人）
  - 『日の御子』（坪内士行）

#### 花組
- 2月1日 - 2月25日　公會堂劇場
  - 『魔法の人形』（白井鐡造）　　
  - 『萬壽の姫』（赤塚濱荻）
  - 『メツシナの花嫁』（藤城喜市・改作）
  - 『榎の僧正』（久松一聲）

#### 月組
- 3月15日 - 4月30日　公會堂劇場
  - 『春の流れ』（向井八門）
  - 『春日舞姫』（小野晴通）
  - 『鼻の詩人』（青山圭男）　　
  - 『成吉思汗』（久松一聲）
  - 『酒茶問答』（二池櫻邱）

#### 花組
- 5月1日 - 5月31日　公會堂劇場
  - 『出世怪童』（坪内士行）　
  - 『僧房を燒いて』（久松一聲）　
  - 『シヤクンタラ姫』（岸田辰彌）　　
  - 『噂』（呉五鈴）
  - 『鬼酒』（二池櫻邱）

#### 月組
- 7月15日 - 8月20日　公會堂劇場
  - 『金の羽』（白井鐡造）　　
  - 『瓜盗人』（坪内士行）
  - 『久米の仙人』（久松一聲）
  - 『山の悲劇』（岸田辰彌）　　
  - 『酒の始』（青山圭男・改作）

#### 花組
- 8月1日 - 9月10日　公會堂劇場
  - 『盲目と象』（坪内士行）　　
  - 『白虎隊』（池田畑雄）
  - 『邪宗門』（青山圭男）
  - 『牧神の戯れ』（岸田辰彌）
  - 『龜山のゝ兵衞』（久松一聲）

#### 月組
- 9月20日 - 10月24日　公會堂劇場
  - 『笛吹き爺』（増岡正）　　
  - 『平重衡』（久松一聲）　　
  - 『ラツサの女王』（岸田辰彌）　　
  - 『丹波與作』（池田畑雄）　　
  - 『人格者』（堀正旗）

#### 花組
- 11月1日 - 12月1日　公會堂劇場
  - 『お留守番』（白井鐡造）　　
  - 『竈姫』（久松一聲）
  - 『奇蹟』（坪内士行）
  - 『燈籠大臣』（小野晴通）
  - 『ジユリヤの結婚』（岸田辰彌）

### 東京公演

#### 花組
- 6月26日 - 6月30日　帝国劇場
  - 『出世怪童』（坪内士行）
  - 『邯鄲』（久松一聲）
  - 『能因法師』（山下涼草・改作）
  - 『田舎源氏』（青柳健）

#### 月組
- 10月29日 - 11月2日　帝国劇場
  - 『瓜盗人』（坪内士行）
  - 『平重衡』（久松一聲）
  - 『山の悲劇』（岸田辰彌）
  - 『丹波與作』（池田畑雄）
  - 『人格者』（堀正旗）

### 宝塚・東京以外の公演
- 月組　5月9日・10日　京都・岡崎公会堂

- 花組　6月8日　大阪・中央公会堂

- 花組　7月2日・4日　名古屋・御園座

- 花組　9月26日　神戸・聚楽館
  - 『出世怪童』（坪内士行）
  - 『盲目と象』（坪内士行）
  - 『シャクンタラ姫』（岸田辰彌）
  - 『榎の僧正』（久松一聲）

- 花組　10月6日　京都・岡崎公会堂
  - 『盲目と象』
  - 『能因法師』
  - 『シャクンタラ姫』
  - 『榎の僧正』

- 月組　11月4日　静岡・歌舞伎座

- 月組　11月6日　名古屋・御園座

- 月組　12月16日・17日　大阪・中央公会堂